# 27963 Hartkopf
27963 Hartkopf este o planetă minoră (asteroid) din centura de asteroizi. A fost descoperită pe 25 septembrie 1997 la Ondřejovská hvězdárna⁠(d) de Petr Pravec⁠(d). 
Obiectul prezintă o orbită caracterizată de o semiaxă mare de 2,8670834 UAi, o excentricitate de 0,07, o înclinație de 1,21724 ° în raport cu ecliptica.